# Lee Se-yeol
Lee Se-yeol (kor. 이 세열; ur. 15 października 1990) – południowokoreański zapaśnik w stylu klasycznym. Olimpijczyk z  Londynu 2012, gdzie zajął osiemnaste miejsce w kategorii 84 kg.
Zajął dziewiąte miejsce w mistrzostwach świata w 2011. Srebrny medal na igrzyskach azjatyckich w 2010 i 2014; piąty w 2022. Złoty medalista mistrzostw Azji w 2010 i srebrny w 2020. Ósmy na igrzyskach wojskowych w 2015. Siódmy w Pucharze Świata w 2012; trzynasty w  2011. Wicemistrz świata juniorów w 2010. Mistrz Azji juniorów w 2009 i 2010 roku.